# Pech (Kunar)
Der Pech (paschtunisch پېچ سيند) ist ein rechter Nebenfluss des Kunar im Osten von Afghanistan.
Der Pech entspringt im Hindukusch an der nördlichen Provinzgrenze von Nuristan. Er beginnt seinen Lauf in einem 4476 m hoch gelegenen Gebirgssee. Er strömt in überwiegend südöstlicher Richtung durch das Bergland im Zentralteil von Nuristan. Etwa 30 km vor der Mündung trifft der Waygal von links auf den Pech. Dort befindet sich die Ortschaft Nangalam. Im Unterlauf fließt der Pech in östlicher Richtung durch die Provinz Kunar und mündet schließlich in Asadabad, der Provinzhauptstadt von Kunar, rechtsseitig in den Fluss Kunar. Der Pech hat eine Länge von etwa 120 km. Er entwässert ein Areal von 3855 km². Der mittlere Abfluss unweit der Mündung beträgt 58,7 m³/s.
In Asadabad existiert ein Kleinwasserkraftwerk (2 × 350 kW) am rechten Flussufer, das mit deutscher Unterstützung errichtet wurde und seit 1983 in Betrieb ist. Es ist jedoch nur eine Einheit im Einsatz.
Im Flusstal des Pech wird Paschtunisch als auch Ashkun gesprochen. Der Safi-Stamm der Paschtunen bildet die Bevölkerungsmehrheit in der Region.

## Hydrometrie
Mittlerer monatlicher Abfluss des Pech (in m³/s) am Pegel Chaghasarai
gemessen von 1960–1979